# Bashford Dean
Bashford Dean (1867 † Dezembro de 1928) foi um zoólogo americano, especialista em ictiologia, e ao mesmo tempo, um especialista em armadura medieval. Ele é a única pessoa a ter cargos simultâneos no Museu Americano de História Natural e no Metropolitan Museum of Art, onde foi Curador Honorário de armas e armaduras, o Museu Metropolitan comprou sua coleção de armas e armaduras depois de sua morte.

Por seu volume, Bibliografia de Peixes, Dean foi premiado com a Medalha Daniel Giraud Elliot da Academia Nacional de Ciências em 1921.

## Referência
1. ↑  "Daniel Giraud Elliot Medal". National Academy of Sciences.